# Петлюк Йосип Матвійович
Йо́сип Матві́йович Петлю́к (1897—1968) — радянський військовик, старшина Радянської армії, учасник Німецько-радянської війни, Герой Радянського Союзу.

## Життєпис
Народився 1897 року в родині селянина; закінчив початкову школу.
Після заколоту більшовиків 1917 року пішов добровольцем до лав Червоної Армії, воював на фронтах Громадянської війни. По закінченні боїв працював теслею — в місті Кизил-Арват Красноводської області Туркменії. По тому — десятником будівельної бригади на станції Кавказька.
Знову в ЧА з вересня 1941 року; на фронтах Другої світової війни з 1942-го. Воював у складі 112-ї Башкирської кавалерійської дивізії.
За час з 18 вересня до 3 жовтня 1943 року санінструктор Петлюк виніс з поля бою і переправив на лівий берег до 50 поранених бійців з їх зброєю. У бою при форсуванні річки Снов був причетним до ліквідації 16 гітлерівських автоматників, захищаючи поранених. У ніч на 22 вересня з власної ініціативи пішов у розвідку і зумів полонити 3 і ліквідувати до 10 нацистів. Санінструктор кавалерійського ескадрону гвардії старшина медичної служби Йосип Петлюк в ніч на 28 вересня 1943 року у складі взводу на підручних засобах подолав річку Дніпро біля села Нивки Брагінського району Гомельської області та прикрив вогнем переправу.
У 1944 році після важкого поранення довго лікувався в госпіталі. Після одужання призначений командиром взводу в школу санітарних інструкторів міста Горбатова Горьковської області.
Після війни молодший лейтенант медичної служби Йосип Петлюк — в запасі, потім у відставці. Жив в Москві. Працював старшим лаборантом в Московському вищому технічному училищі імені Баумана.
Помер 26 вересня 1968 року. Похований в Москві на Ніколо-Архангельському цвинтарі (ділянка 52).

## Нагороди
- Указом Президії Верховної Ради СРСР від 15 січня 1944 року гвардії старшині медичної служби Петлюку Йосипу Матвійовичу присвоєно звання Героя Радянського Союзу з врученням ордена Леніна і медалі «Золота Зірка» під номером 3282[1]. (рос.)
- орден Червоної Зірки
- медалі